# 미우라 츠요시
미우라 츠요시(일본어: 三浦 剛, 1975년 7월 18일 ~ )는 일본의 배우이다. 나라현 가시하라시 출신이며, 큐브 소속이다.